# ویرجیلیوس آلکنا
ویرجیلیوس آلکنا عضو تیم ملی لیتوانی در ماده پرتاب دیسک است.

## در المپیک
وی پرچم‌دار کشورش در المپیک تابستانی ۲۰۱۲ بود. در مسابقات پرتاب دیسک این بازیها نیز، با پرتابی به میزان ۶۷ متر و ۳۸ سانتیمتر، پس از رابرت هارتینگ، احسان حدادی و گرد کانتر در جایگاه چهارم ایستاد و از به‌دست‌آوردن نشان المپیک بازماند.